# Formica testacea
Formica testacea é uma espécie de formiga do gênero Formica, pertencente à subfamília Formicinae.